# Bonnes (Charente)
Bonnes (okzitanisch Bona) ist ein Ort und eine Gemeinde mit 360 Einwohnern (Stand 1. Januar 2022) im westfranzösischen Département Charente in der Region Nouvelle-Aquitaine.

## Lage
Der Ort Bonnes liegt am Fluss Dronne in der Kulturlandschaft des Angoumois in einer Höhe von etwa 50 m ü. d. M. und ist etwa 52 km (Fahrtstrecke) in südlicher Richtung von der Stadt Angoulême bzw. ca. 75 km in südöstlicher Richtung von der Stadt Cognac entfernt.

## Bevölkerungsentwicklung
| Jahr      | 1800 | 1851 | 1901 | 1954 | 1999 | 2013 |
| Einwohner | 960  | 964  | 659  | 482  | 333  | 397  |

Der Bevölkerungsrückgang im ausgehenden 19. und in der ersten Hälfte des 20. Jahrhunderts ist im Wesentlichen auf den Verlust an Arbeitsplätzen infolge der Reblauskrise und der zunehmenden Mechanisierung der Landwirtschaft zurückzuführen.

## Wirtschaft
Lebten die Bewohner des Ortes jahrhundertelang von den Erträgen ihrer Felder und Gärten, so wurde im ausgehenden Mittelalter und in der frühen Neuzeit der Weinbau vorangetrieben, der jedoch – nach der Reblauskrise im ausgehenden 19. und beginnenden 20. Jahrhundert – eingestellt wurde. Dagegen spielt der Tourismus in Form der Vermietung von Ferienwohnungen (gîtes) eine nicht unbedeutende Rolle für das wirtschaftliche Überleben der Gemeinde.

## Geschichte
Der an einer Nebenstrecke des Jakobswegs (Via Turonensis) gelegene Ort gehörte im Mittelalter zur Grundherrschaft (seigneurie) von Aubeterre.

## Sehenswürdigkeiten

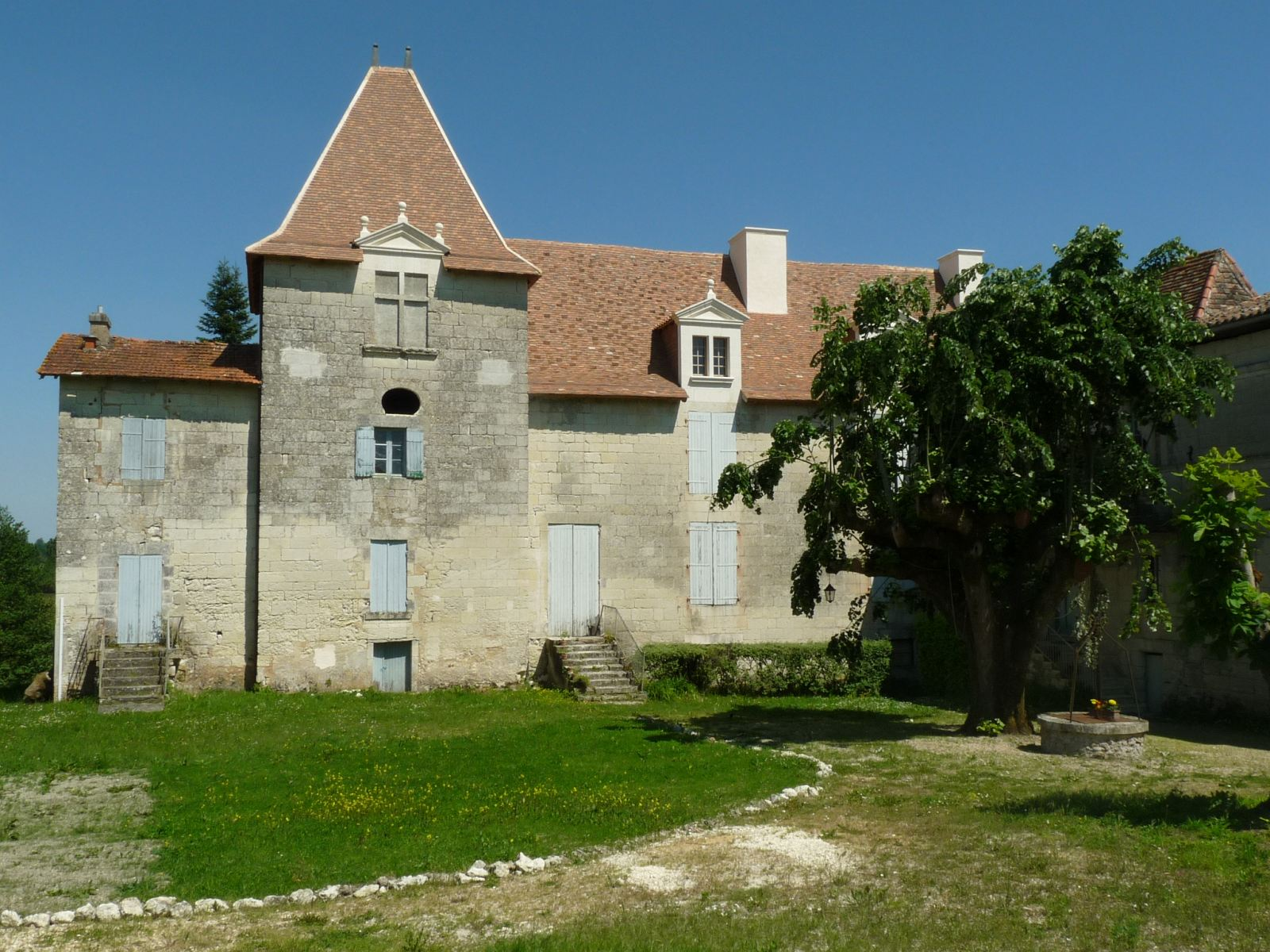
Château de Bonnes

- Die Pfarrkirche Saint-Pierre et Sainte-Radegonde geht in ihren Ursprüngen auf das 13. Jahrhundert zurück; im 16. Jahrhundert wurde das Portal in spätgotischem Stil neugestaltet, außerdem wurden der Glockenturm und zwei Seitenkapellen angebaut, die wie ein Querschiff wirken. Die heutige Vorhalle mit ihren Holzstützen scheint ein Werk des 18. oder 19. Jahrhunderts zu sein. Die einschiffige Kirche ist seit dem Jahr 1995 als Monument historique anerkannt.[1]
- Das Château de Bonnes steht im Ortszentrum. Es ist ein eher schlichter Schlossbau des 16./17. Jahrhunderts, der sich überdies in einem vernachlässigten Zustand befindet. Teile des im Privatbesitz stehenden Gebäudes sind seit dem Jahr 1974 als Monument historique anerkannt.[2]

## Gemeindepartnerschaften
- Farébersviller, Département Moselle